# گشتاور لختی
گشتاور لختی، ممان اینرسی، گشتاور ماند یا گشتاور خطی و نیز لختی یا اینرسی دورانی و جرم زاویه‌ای، به مجموع جرم هر بخش (المان) از یک ماده در فاصله آن از محور چرخش به توان دو گفته می‌شود که کمیت آن اسکالر است.
{\displaystyle I=\sum _{i=i}^{\infty }m_{i}{r_{i}}^{2}\,\!}
این مفهوم برای اولین بار توسط لئونارد اویلر در سال ۱۷۶۵ ابداع شد.

## تعریف
لختی یا اینرسی دورانی و جرم زاویه‌ای، یک جسم سخت جامد، تانسوری است که تعیین کنندهٔ گشتاور نیروی لازم برای یک شتاب زاویه‌ای به دور یک محور چرخنده است.